# Mouron-sur-Yonne
Mouron-sur-Yonne é uma comuna francesa na região administrativa de Borgonha-Franco-Condado, no departamento Nièvre. Estende-se por uma área de 11,18 km². Em 2010 a comuna tinha 98 habitantes (densidade: 8,8 hab./km²).